# Harley psalter
Het Harley psalter is een verlucht psalter uit het begin van de twaalfde eeuw, dat werd vervaardigd in Canterbury in Engeland. Het bevindt zich in de British Library als Harley 603. Bijzonder aan dit psalter is dat het model waarop het gebaseerd werd ook bewaard is gebleven, namelijk het Utrechts Psalter.

## Beschrijving
Het Harley Psalter is het vroegste van de psalters die werden gemaakt op basis van het Utrechts Psalter. Het werd gemaakt in het scriptorium van de priorij van Christ Church te Canterbury in drie fases. Een eerste fase zou geweest zijn omstreeks 1010-1020, het tweede en derde fase zou te dateren zijn tussen 1030 en 1040.
Het was geïnspireerd door het Utrechts psalter maar men kan niet echt van een kopie spreken want het Harley psalter is gebaseerd op het Romeins psalter terwijl het Utrechts psalter een Gallicaans psalter is. Hier en daar zijn er delen die wel Gallicaans zijn, namelijk van psalm 100 tot psalm 105 op folia 50r-54r. Dit Gallicaans gedeelte komt precies overeen met het deel geschreven door een van de scribenten (D2 genoemd) die waarschijnlijk een exacte kopie heeft afgeschreven van het Utrechts psalter voor het deel dat hij schreef. In de rest van de tekst wordt occasioneel van het Romeinse model afgeweken en het Gallicaanse gebruikt, maar niet systematisch zoals bij die ene scribent. De drie andere kopiisten hebben waarschijnlijk een andere legger dan het Utrechts psalter gebruikt om hun tekst te schrijven.

## Codicologische gegevens
Het psalter telt 73 perkamenten folia van 376 x 312 mm, waarvan er verschillende in slechte staat verkeren. Er zijn vier ongefolieerde papieren schutbladen vooraan en achteraan in het handschrift. In de loop van diverse herbindingen werden de folia heel erg afgesneden.
Het manuscript is samengesteld uit 11 katernen, voor het grootse gedeelte quaternions behalve katern 1 dat een quinion is, katern 3 een bifolium en katern 8 dat een trinion is. Bij sommige van de katernen werd origineel één folium weggelaten (katernen 2 en 8) en er ontbreken folia in de katernen 5, 7 en 8.
Het psalter werd geschreven in een Karolingische minuskel in drie kolommen van 32 lijnen en de bladspiegel meet 246 x 223 mm. De titels van de psalmen werden geschreven in capitalis rustica, behalve weerom het gedeelte gekopieerd door scribent D2 die de uncialen van het Utrechts psalter overnam.
Het zou kunnen dat een deel van het manuscript verloren is gegaan, maar het manuscript zelf werd nooit afgewerkt want de illustraties van psalm 68 tot psalm 100 werden zelfs nooit begonnen. Het psalter bevat ook geen inleidend materiaal zoals een kalender of gebeden, op een afbeelding van de Heilige Drievuldigheid op folium 1 recto na.
Anderen zijn van mening dat dit deel van het psalter achteraf werd gemaakt ter vervanging van een vroeger gedeelte dat zou verloren gegaan zijn. Uiteindelijk blijft het resultaat gelijk, dit gedeelte werd nooit afgewerkt;
Het psalter is onvolledig, het stopt bij psalm 143, vers 11. Verder ontbreken sommige teksten:
- na fol.28: Psalm 49, vers 7, psalm 50 en de illustratie voor psalm 51
- na fol.33: Psalm 63 en de illustratie van Psalm 64
- na fol.45: Psalm 83 vers 5 tot psalm 89 vers 14
- na fol.49: Psalm 98 en 99 en hun illustratieruimtes en de illustratie ruimte voor psalm 100

## Verluchting
Het psalter begint met twee volblad pentekeningen in kleur, een afbeelding van de Heilige Drievuldigheid op f1r en met afbeeldingen uit het leven van koning David op f1v. Daarna is bijna elke bladzijde versierd met pentekeningen in bruine inkt, hier en daar bijgekleurd. In totaal zijn er 115 pentekeningen en 115 versierde initialen. De versierde initialen zijn versierd met penwerk, meestal floraal, soms met een zoömorfisch motief. Ze zijn gekleurd in het rood, groen of blauw. De beatus-initiaal bij psalm 1 is zes lijnen hoog, de andere 3 à 4 lijnen. In de beatus-initiaal zien we een afbeelding van Christus in een mandorla. De beginletters van de verzen (versalen) zijn geschreven in een ‘capitalis rustica’ in het rood, ze zijn één lijn hoog. De initialen in de tekst geschreven door Eadui (katernen 5, 6 en 7) zijn geschetst met een loodstift maar werden nooit afgewerkt.
Er zouden twaalf personen aan het handschrift hebben meegewerkt waarvan twee scribenten, twee verluchters-scribenten en acht verluchters. Van de meewerkende artiesten is er één bij naam gekend, namelijk Eadui Basan die verantwoordelijk zou zijn voor het schrijven van de tekst van ff.28r-49v Eadui was een kopiist die werkte aan het scriptorium van Christ Church. De tekst die hij geschreven heeft is kwalitatief minderwaardig in vergelijking met de andere geschriften die van hem bekend zijn en de kunsthistorici denken dan ook dat hij dit geschreven heeft op gevorderde leeftijd.
Volgens de studie van Noel is uit het Harley psalter duidelijk af te leiden dat in de eerste fase (het katern 9 en daarna de katernen 1 - 4) de verluchting werd aangebracht vóór de tekst werd geschreven en dat de verluchters de lay-out van de pagina’s bepaalden en ook zelf de aflijning voor de tekst aanbrachten en dat dus de illustraties belangrijker werden geacht dan de tekst, wat niet evident is voor een middeleeuws handschrift. Men hield zich in deze campagne zeer strikt aan de lay-out van het model, het Utrechts psalter, zowel voor wat betreft de ruimte ingenomen door de pentekeningen als voor de plaatsing en aflijning van het schrift. Gezien de gebruikte Karolingische minuskel behoorlijk wat kleiner was dan de capitalis rustica van het model, stelde dit de schrijvers voor problemen. Het was moeilijk om een mooie bladspiegel te creëren en geen open spaties te laten. In de latere fases ging men dan ook eerst terug de tekst schrijven en daarna de illustraties maken.
De pentekeningen van het Utrechts psalter zijn zonder meer de inspiratiebron geweest voor die van het Harley psalter hoewel ze meestal niet zo maar gekopieerd werden. Zoals bij het Utrechts psalter zijn ze gebaseerd op de letterlijke afbeelding van woorden of zinnen in de betrokken psalm, maar sommige afbeeldingen werden wel degelijk anders geïnterpreteerd.
In de katernen 1 tot 4 en 9 (fase 1) stemmen de illustraties van het Harley psalter vrij goed overeen met die in het Utrechts psalter, ook al zijn de productietechnieken van de drie artiesten die eraan hebben gewerkt sterk verschillend. Het is ook in deze katernen dat de verluchter eerst aan het werk ging en de scribent achteraf zijn tekst in de voorziene ruimte moest inpassen. Zoals bij het Utrechts psalter zijn de pentekeningen gebaseerd op de letterlijke afbeelding van woorden of zinnen in de betrokken psalm, maar sommige afbeeldingen werden wel degelijk anders geïnterpreteerd.
In de katernen 8, 10 en 11 (fase 2) nemen de scribenten terug het voortouw en moet de artiest zijn verluchting aanpassen aan de ruimte open gelaten door de schrijver. In deze secties wijken de miniaturen in Harley sterker af van de modellen in het Utrechts psalter.
In de katernen geschreven door Eadui (5, 6 en 7 fase3) wordt het evenwicht tussen tekst en miniatuur hersteld en ziet men een mooie bladspiegel voor de in Karolingische minuskel geschreven tekst en ruimte voor de pentekeningen in evenwicht met de tekst. In dit laatste deel werd wel de ruimte voor de pentekeningen voorzien, maar de tekeningen werden niet meer gemaakt. Ook de initialen zijn hier in loodstift geschetst (nauwelijks zichtbaar) maar niet uitgewerkt.

## Geschiedenis
Sommigen denken dat Ælfric van Abingdon, aartsbisschop van Canterbury tussen 995 en 1005 de opdrachtgever zou kunnen geweest zijn en het handschrift naliet aan Wulfstan van York, Noel spreekt dit tegen met zijn datering omstreeks 1010. Hoe dan ook, het psalter kwam uiteindelijk terecht in de Harley verzameling, begonnen door Robert Harley (1661-1724), eerste earl van Oxford en Mortimer en voortgezet door zijn zoon Edward Harley (1689-1741). Edward liet zijn verzameling na aan zijn echtgenote Henrietta Cavendish Holles (1694-1755), hertogin van Portland. De verzameling werd in 1753 door de hertogin verkocht aan de natie voor £ 10.000 wat slechts een fractie van de toenmalige waarde was en werd opgenomen in het British Museum. Tot op vandaag is de Harley verzameling een van de basiscollecties van de British Library.

## Weblinks
- Harley Psalter online op de website van de British Library

Albanus Psalter · Anglo-Catalaans psalter · Arundel psalter · Psalter van Blanche van Castilië · Cathach van Sint-Columba · Dagulf-psalter · Eadwine psalter · Fécamp psalter · Harley psalter · Hunter psalter · Ingeborgpsalter · Kopenhagen psalter · Leidse Psalter van Lodewijk de Heilige · Psalter van Jean de Berry · Psalter van Lodewijk de Duitser · Luttrell psalter · Macclesfield Psalter · Parijse Psalter van Lodewijk de Heilige · Melisende Psalter · Queen Mary Psalter · Tiberius Psalter · Utrechts Psalter · Wachtendonckse Psalmen